# Carrer de Sant Miquel w Palmie
Carrer (pl. Ulica) de Sant Miquel – jedna z najważniejszych ulic handlowych w mieście Palma, na Majorce, położona w najstarszej części miasta.

## Przebieg
- Początek: Plaça Major
- Prawo: Carrer d'en Rubí,
- Prawo: Carrer de Can Tamorer, lewo: Carrer de Can Carrió,
- Prawo: Carrer de Can Gater,
- Prawo: Carrer dels Moliners, lewo: Carrer Arabí,
- Prawo: Plaça de la Mare de Déu de la Salut, lewo: Carrer de la Confraria de Sant Miquel,
- Prawo: Plaça de l'Olivar, lewo: Costa de Can Muntaner,
- Prawo: Carrer Crist Verd, lewo: Carrer de Can Perpinyà,
- Prawo: Passatge Particular de Santa Catalina de Sena,
- Prawo: Plaça de la Porta Pintada, lewo: Carrer dels Oms,
- Prawo: Carrer Marie Curie, lewo: Carrer de la Reina Esclaramunda,
- Lewo: Carrer de Cecili Metel,
- Zakończenie: Avinguda del Comte de Sallent, Avinguda de Joan March, Carrer del 31 de Desembre.

## Zabytki
- Bazylika św. Michała,
- Kościół i Klasztor św. Antoniego
- Kościół św. Katarzyny Sieneńskiej
- Kościół św. Małgorzaty.